# Hamish Schreurs
Pour les articles homonymes, voir Schreurs.
Hamish Schreurs, né le 23 janvier 1994 à Christchurch, est un coureur cycliste néo-zélandais.

## Biographie
Hamish Schreurs naît le 23 janvier 1994 à Christchurch, en Nouvelle-Zélande.
Il évolue en 2014 dans la formation continentale belge Veranclassic-Doltcini. Il participe avec cette équipe à plusieurs épreuves de l'UCI Europe Tour 2014, ses meilleures performances étant une 2e place sur la 7e étape de l'An Post Rás. Il a également terminé 13e de la Ronde pévéloise ou encore 19e du Grand Prix des Marbriers.
En 2015, il porte les couleurs du club français de DN1 Sojasun espoir-ACNC.

## Palmarès sur route

### Palmarès par année
- 2011[1]

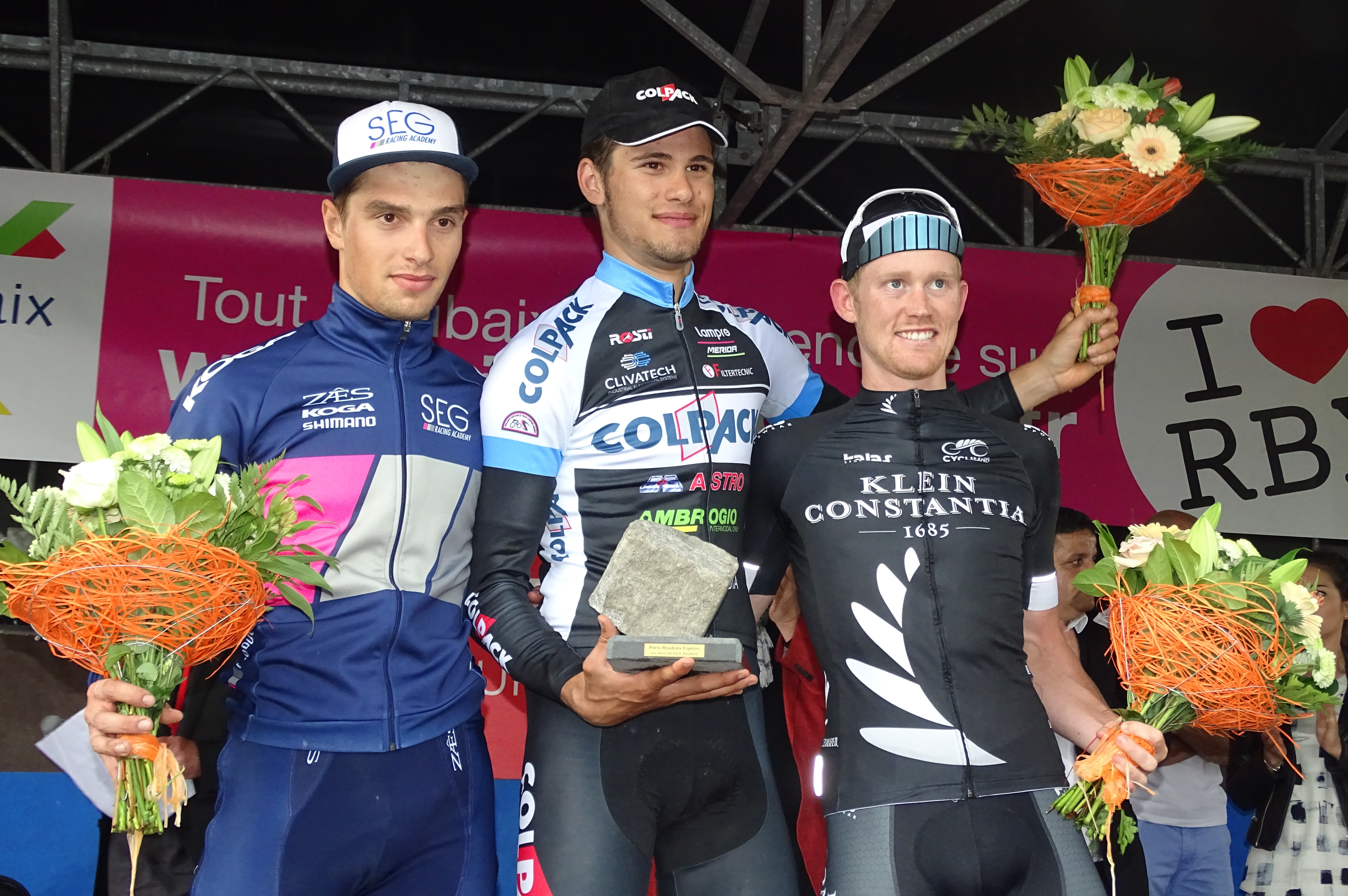
Podium de l'édition 2016 de Paris-Roubaix espoirs : Jenthe Biermans (2e), Filippo Ganna (1er) et Hamish Schreurs (3e).

  - 2e étape du Tour de Vineyards
- 2012
  -  Champion de Nouvelle-Zélande sur route juniors
  -  Médaillé d'argent du championnat d'Océanie sur route juniors
  - 3e de Le Race
- 2013
  - 5e étape des Calder Stewart Series
- 2014
  - Cycle Challenge Taranaki
  - 3e étape du Tour de Vineyards
- 2015
  -  Champion de Nouvelle-Zélande sur route espoirs
  - Route bretonne
  - 3e du Saint-Brieuc Agglo Tour
- 2016
  -  Champion de Nouvelle-Zélande sur route espoirs
  - Carpathian Couriers Race :
    - Classement général
    - Prologue et 3e étape

  - 3e du championnat de Nouvelle-Zélande du contre-la-montre espoirs
  - 3e du championnat de Nouvelle-Zélande sur route
  - 3e de Paris-Roubaix espoirs
- 2019
  - 3e du Tour de Southland

### Classements mondiaux
| Année            | 2014 | 2015 | 2016 |
| ---------------- | ---- | ---- | ---- |
| UCI Europe Tour  | 941e |      | 507e |
| UCI Oceania Tour |      | 47e  | 34e  |

## Palmarès sur piste

### Championnats du monde juniors
- Invercargill 2012[1]
  -  Médaillé d'argent de la poursuite par équipes juniors

### Championnats de Nouvelle-Zélande
- 2013[1]
  - 3e du championnat de Nouvelle-Zélande de vitesse par équipes
  - 3e du championnat de Nouvelle-Zélande de poursuite par équipes